# Konstantin Nikolajewitsch Bestuschew-Rjumin

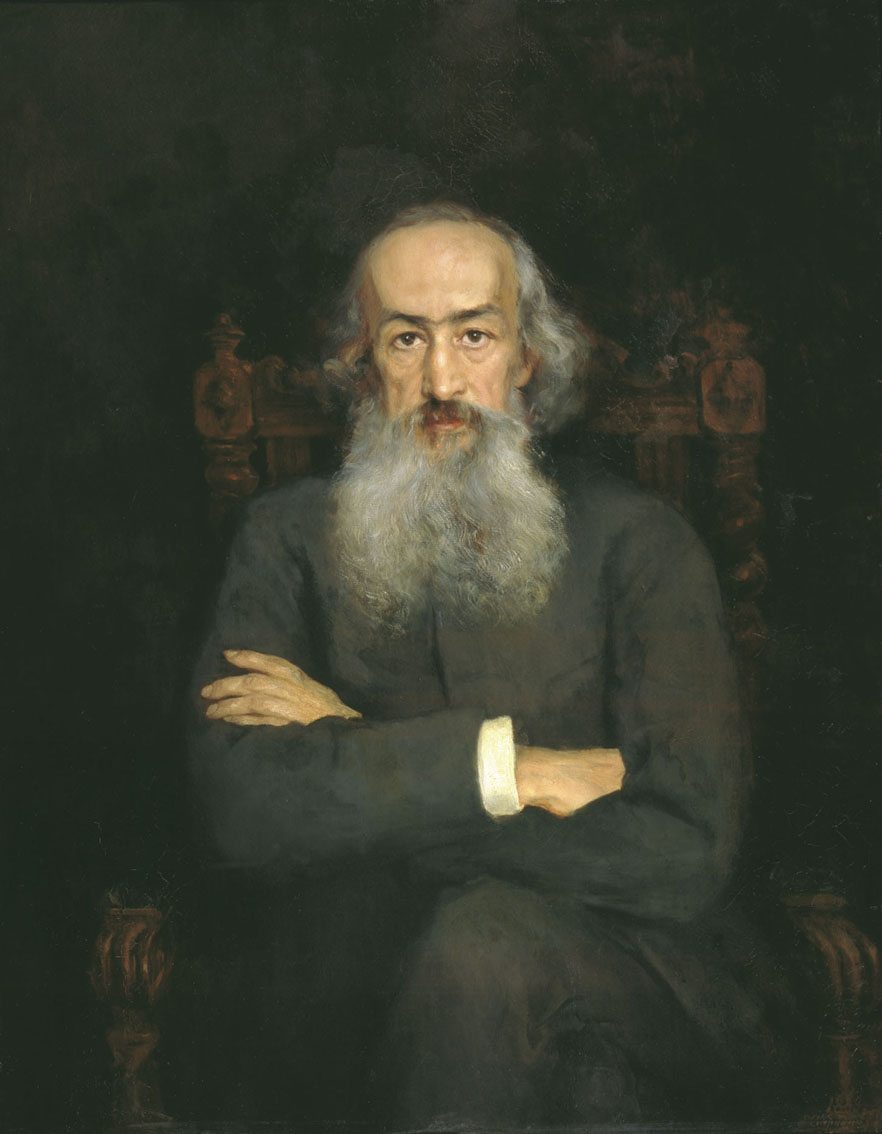
Konstantin Nikolajewitsch Bestuschew-Rjumin (J. S. Sarudnaja-Kowas, 1889)

Konstantin Nikolajewitsch Bestuschew-Rjumin (russisch Константин Николаевич Бестужев-Рюмин; * 14. Maijul. / 26. Mai 1829greg. im Dorf Kudrjoschki bei Bogorodsk, Gouvernement Nischni Nowgorod; † 2. Januarjul. / 14. Januar 1897greg. in St. Petersburg) war ein russischer Historiker und Hochschullehrer.

## Leben
Bestuschew stammte aus einer alten Adelsfamilie. Sein Onkel Michail Pawlowitsch Bestuschew-Rjumin war als Anführer des Dekabristenaufstandes nach dessen Scheitern hingerichtet worden. Nach dem Besuch des Gymnasiums in Nischni Nowgorod mit Abschluss 1847 begann Bestuschew das Studium an der philologischen Fakultät der Universität Moskau, um bald in die juristische Fakultät zu wechseln. Beeindruckt wurde Bestuschew von T. N. Granowski, K. D. Kawelin und S. M. Solowjow. Nach dem Studienabschluss 1851 verzichtete Bestuschew auf eine juristische Tätigkeit. Er wurde 1856 Redakteur-Assistent bei den Moskowskije Wedomosti (bis 1859) und gab seine eigene Zeitschrift Moskowskoje obosrenije (Moskauer Umschau) heraus (mit Geld von A. I. Laks). 1859–1865 arbeitete er bei den Otetschestwennye Sapiski mit.
Bestuschews erste Aufsätze im Bereich der russischen Geschichte befassten sich mit den Arbeiten von B. N. Tschitscherin und S. M. Solowjow, wobei er für die staatliche Schule eintrat. Er übersetzte viel, insbesondere Henry Thomas Buckles zweibändiges Werk über die Geschichte der Zivilisation in England. 1861–1869 war er Redakteur der Abteilung für russische und slawische Geschichte in A. A. Krajewskis enzyklopädischem Wörterbuch und  1863–1864 Redakteur der Berichte der Kaiserlichen Geographischen Gesellschaft. 1864 wurde er zum Geschichtsunterricht für die kaiserliche Familie eingeladen. 1863 wurde er in die Archäologische Kommission gewählt, und er trat in die Russische Historische Gesellschaft ein.
Obwohl Bestuschew noch nicht zum Magister promoviert worden war, wurde er auf den Lehrstuhl für russische Geschichte der Universität St. Petersburg berufen und zum außerordentlichen Professor am Historisch-Philologischen Institut ernannt. Daneben arbeitete er an seiner Magisterarbeit über die russischen Chroniken bis zum Ende des 14. Jahrhunderts, die er 1868 verteidigte. Ab 1867 hielt er Spezialvorlesungen über die Quellen der russischen Geschichte und über Historiographie. Seit den 1860er Jahren näherte er sich den Slawophilen, obwohl er deren religiös-philosophische Konzeption früher kritisiert hatte.
1878 wurden aufgrund des immer stärker werdenden Drängens der Frauenbewegung unter Bestuschews Leitung die Höheren Kurse für Frauen, die sogenannten Bestuschew-Kurse, eröffnet. Er blieb ihr Leiter bis 1882. Gleichzeitig war er Vorsitzender der Slawischen Wohltätigkeitsgesellschaft.
1890 wurde Bestuschewski zum Wirklichen Mitglied der Russischen Akademie der Wissenschaften gewählt. Auch wurde er Ehrenmitglied der Russischen Archäologischen Gesellschaft.
Bestuschew starb an einer Lungenentzündung. Er wurde auf dem St. Petersburger Nowodewitschi-Friedhof begraben. Bestuschews jüngere Brüder waren der Prokuror von Samara und spätere Gerichtspräsident von Ostrogoschsk Walerian Nikolajewitsch Bestuschew-Rjumin (1834–1890) und der Generalleutnant Wassili Nikolajewitsch Bestuschew-Rjumin (1835–1910).